# Maurice Labeyrie
Maurice Labeyrie (3 de outubro de 1887 — 10 de março de 1969) foi um jogador de rugby union francês, medalhista olímpico.

## Carreira
Durante sua carreira esportiva, representou os clubes Stadoceste tarbais e Racing Club de France, com os quais disputou as finais do campeonato francês em 1914 e 1920, respectivamente. Ele integrou a equipe da Seleção da França que conquistou a medalha de prata nos Jogos Olímpicos de Verão de 1920 em Antuérpia. Na partida disputada no Estádio Olímpico em 5 de setembro de 1920, os franceses perderam para a seleção dos Estados Unidos por 0–8. Como esta foi a única partida disputada nesta competição, significou que conquistaram a medalha de prata.